# Bianzè
Bianzè (Biansé in piemontese) è un comune italiano di 1 870 abitanti della provincia di Vercelli in Piemonte, situato 26 km ad ovest del capoluogo provinciale.
Fu feudo di Francesco Giacinto Gonzaga.

## Geografia fisica
Il territorio comunale è collocato nella pianura sulla sinistra idrografica della Dora Baltea; la quota più bassa si tocca nella parte orientale del comune, dove si scende sotto i 160 m s.l.m. mentre il centro del paese è situato a 183 metri di altezza.

## Storia

### Simboli
Lo stemma del comune di Bianzè è stato concesso con regio decreto del 6 ottobre 1927.
Il gonfalone è un drappo di azzurro.

## Società

### Evoluzione demografica
Abitanti censiti

## Amministrazione

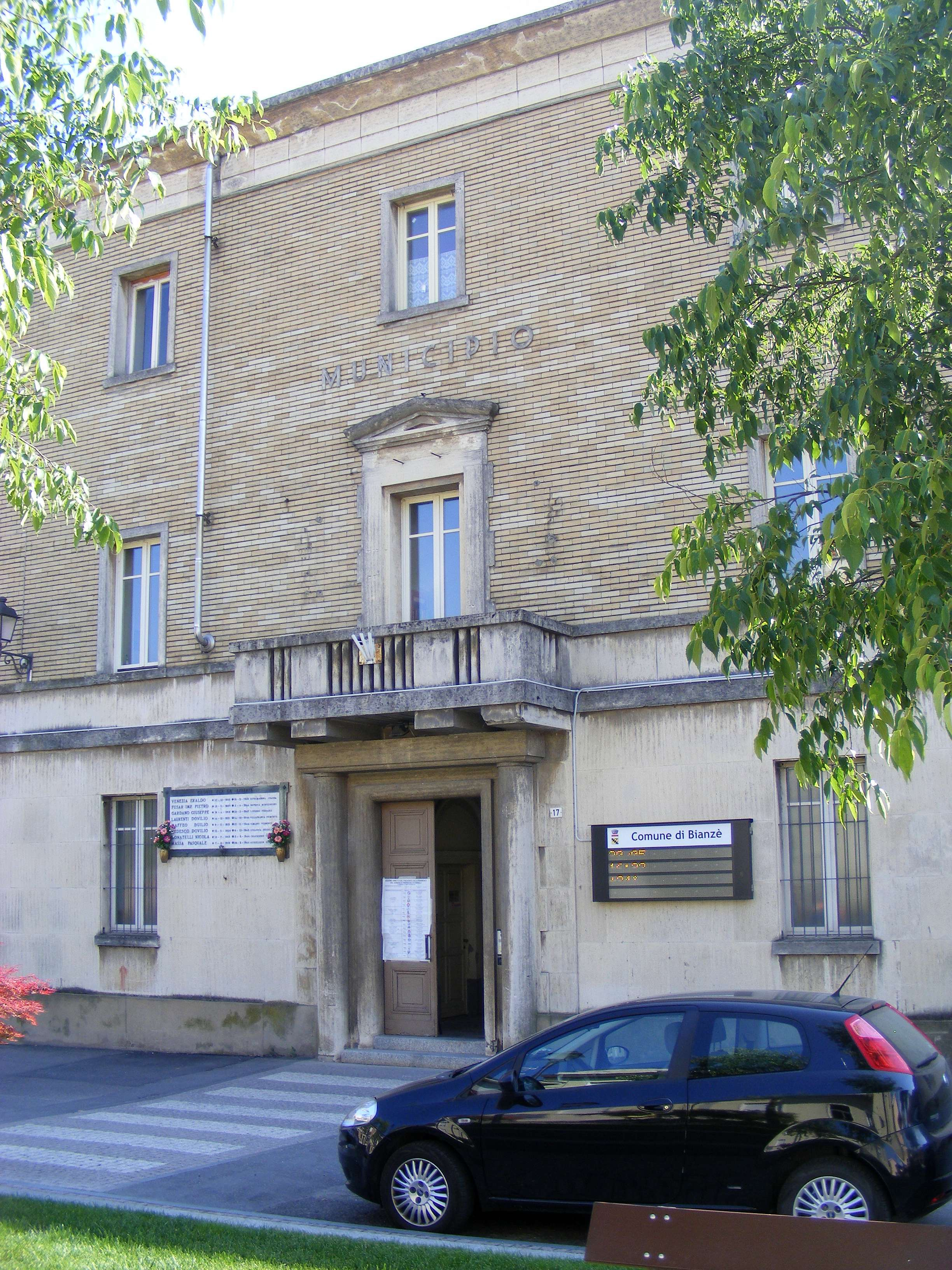
Il municipio

| Periodo | Periodo   | Primo cittadino       | Partito                             | Carica  | Note       |
| ------- | --------- | --------------------- | ----------------------------------- | ------- | ---------- |
| 2004    | 2009      | Pier Giuseppe Ariagno | lista civica                        | Sindaco |            |
| 2009    | 2014      | Maurizio Marangoni    | lista civica                        | Sindaco |            |
| 2014    | 2019      | Maurizio Marangoni    | lista civica Una realtà che cresce  | Sindaco | II mandato |
| 2019    | 2024      | Carlo Bailo           | lista civica Bianzè cresce se unito | Sindaco |            |
| 2024    | in carica | Claudio Bobba         | lista civica Viva Bianzè            | Sindaco |            |

## Sport

### Calcio
La principale squadra di calcio è l'U.S.D. Bianzè 1967 che milita nel girone A di Promozione Piemonte. È nata nel 1967.